# Слоган
Слоган је мото, фраза или кратка реченица која се користи у комерцијалне или политичке сврхе. Циљ јој је да честим понављањем буде лако запамћена, препозната идеја коју она пласира.
Политичке партије, на пример, за сваку изборну кампању пласирају нови слоган, док предузећа то раде обично једанпут јер преко слогана треба да буду препозната.
Слогани се користе и у хералдици на грбовима.